# Эндрюс, Льюис
Льюис Йелланд Эндрюс (англ. Lewis Yelland Andrews; 26 сентября 1896, Ашфилд, Новый Южный Уэльс, Австралия — 26 сентября 1937, Назарет, Палестина) — австралийский военнослужащий, участник Первой мировой войны в Северной Африке и на Ближнем Востоке, а затем британский гражданский чиновник в подмандатной Палестине, глава департамента развития Палестины (с 1932 года) и окружной комиссар Галилеи. Офицер ордена Британской империи (1929). На Эндрюса, бывшего сторонником раздела Палестины на два национальных государства, несколько раз совершались покушения со стороны палестинских арабов, последнее из которых, в 1937 году, закончилось его гибелью.

## Молодость и военная служба
Льюис Эндрюс родился в 1896 году в пригороде Сиднея Ашфилде в семье Альберта Эдварда Эндрюса и Джорджины Клементс. Его предки были выходцами из Шотландии. Льюис окончил школу в Гордоне и поступил на работу стенографистом в сиднейскую бухгалтерскую контору.
После начала мировой войны Эндрюс был в ноябре 1914 года, в возрасте 18 лет, призван на службу в Австралийские имперские силы, получив назначение в 1-ю бригаду лёгкой кавалерии. После прибытия австралийских войск в Египет он был направлен в Египетский верблюжий транспортный корпус в должности ротного сержанта-квартирмейстера. В марте 1916 года Эндрюс был удостоен упоминания в приказе, а когда позже в том же году Верблюжий транспортный корпус проводил донабор в офицеры, подал рапорт о переводе из Австралийских имперских сил и в дальнейшем служил в составе корпуса вначале как адъютант майора Нормана Бентвича в Египте и Судане, а затем как командир роты в рамках Синайско-Палестинской кампании. Войну он закончил в звании капитана.

## Деятельность в рамках британского мандата в Палестине
До 1920 года Эндрюс продолжал военную службу как второй помощник военного администратора Южной Палестины (в составе временной Администрации оккупированной вражеской территории), а после увольнения остался в Палестине как офицер округа, в 1921 году также занимая пост судьи в окружном суде Хайфы. В 1922 году он женился на Мод Элизабет Киркем, родившей в браке с ним сына и двух дочерей. Его бывший командир Норман Бентвич, занявший в 1920 году пост генерального прокурора Британской мандатной администрации в Палестине, оказывал поддержку Эндрюсу, о чьих деловых качествах был крайне высокого мнения. В 1929 году Эндрюс был произведён в офицеры ордена Британской империи, повышен до поста заместителя окружного комиссара, а в следующем году стал заместителем директора новоучреждённого департамента развития Палестины. В 1932 году он занял кресло директора департамента развития Палестины, в 1932—1934 годах одновременно исполняя обязанности окружного комиссара, а в 1935 году — секретаря управления кооперативных обществ.
Будучи верующим христианином, Эндрюс полагал, что создание еврейского государства представляет собой шаг, приближающий второе пришествие, и стремился способствовать этому. В годы службы в Палестине он близко сошёлся с рядом руководителей еврейского ишува, включая Ицхака Бен-Цви, Йосефа Вайца, Моше Шарета, Давида Бен-Гуриона и Дова Хоза. Особенно дружеские отношения у него сложились с лидерами еврейских поселений на севере страны. В 1920 и 1929 годах, во время арабских волнений, Эндрюс использовал свои полномочия для защиты евреев. Сохранились свидетельства о том, что во время волнений Эндрюс также предотвратил случайное разрушение гробницы Рахили рядом с дорогой из Иерусалима в Хеврон. Британские сапёры в рамках борьбы с беспорядками заминировали гробницу, не подозревая о её культурном значении и собирались подорвать вместе с рядом других зданий, из-под прикрытия которых вёлся обстрел дороги; Эндрюс успел вмешаться в последний момент. За заслуги в осушении болот в долине Шарон и борьбе с малярией городские власти Нетании собирались назвать в его честь улицу, но Эндрюс заявил, что примет эту честь только после создания еврейского государства. В 1937 году, в ходе очередного арабского восстания, он дал показания комиссии Пиля, опровергнув ряд обвинений, выдвигаемых против ишува и мандатных властей арабскими лидерами, и однозначно высказался в пользу раздела Палестины на два национальных государства.
Дружеские отношения с еврейскими поселенцами принесли Эндрюсу ненависть со стороны палестинских арабов. По его собственным словам, после начала в 1936 году арабского восстания и ареста его лидеров он занимал второе место в списках кандидатов на убийство арабами. На его жизнь действительно были совершены два неудачных покушения. Первое было организовано в Акре в 1922 году; ружьё, заранее спрятанное в нужном месте для убийц, случайно нашли, тем самым предотвратив убийство. Во второй раз его жизни угрожала непосредственная опасность в 1930-е годы в Иерусалиме, но он спасся от разъярённой толпы благодаря местной христианской девочке. Понимая, что опасность угрожает не только ему, но и его семье, Эндрюс отправил жену и детей в Англию. После того, как в июле 1937 года он был назначен окружным комиссаром Галилеи и на него была возложена задача подавления беспорядков, Эндрюса постоянно сопровождал телохранитель — констебль Питер Робертсон Мак-Юэн.

## Смерть и память
26 сентября 1937 года, в свой день рождения, Льюис Эндрюс в сопровождении своего заместителя Пайри Гордона находился в Назарете, где был старостой англиканской церкви. На выходе из церкви по ним открыли огонь трое арабов из числа последователей Изз ад-Дина аль-Кассама. Гордону удалось остаться незадетым, но Эндрюс получил с короткого расстояния ранения в голову, грудь и живот, а его телохранитель — в голову и в плечо; оба вскоре скончались. Похороны состоялись на следующий день, когда Эндрюс был предан земле с военными почестями на Протестантском кладбище на горе Сион в присутствии представителей мандатных властей и многих еврейских лидеров.
Верховный арабский комитет выразил официальные сожаления, но в целом убийство Эндрюса арабское население Палестины встретило с радостью. Британские власти наложили на население Назарета и его окрестностей коллективный штраф в размере 20 тысяч фунтов стерлингов. Более ста человек были арестованы, Верховный арабский комитет распущен, а его лидер Амин аль-Хусейни бежал из страны. Ещё пять арабских лидеров были отправлены в ссылку на Сейшельские острова. Хотя вдове Льюиса Эндрюса согласно закону полагалась лишь единоразовая компенсация в размере годичного жалования мужа и пенсия в размере 240 фунтов, решением Палаты общин размер пенсии был увеличен, а кроме того, каждый из трёх детей Эндрюса получал пенсию в размере 60 фунтов до достижения 18-летнего возраста. Именем Льюиса Эндрюса была названа улица в Нетании — признание, от которого он отказывался при жизни.